# Złamana lanca
Złamana lanca (ang. Broken Lance) – amerykański film z 1954 roku w reżyserii Edwarda Dmytryka.

## Obsada
- Spencer Tracy - Matt Devereaux
- Robert Wagner - Joe Devereaux
- Jean Peters - Barbara
- Richard Widmark - Ben Devereaux
- Katy Jurado - Señora Devereaux
- Hugh O'Brian - Mike Devereaux
- Eduard Franz - Dwa Księżyce
- Earl Holliman - Denny Devereaux
- E. G. Marshall - gubernator Horace
- Carl Benton Reid - Clem Lawton
- Philip Ober - Van Cleve
- Robert Burton - Mac Andrews

## Nagrody i nominacje
| Nazwa nagrody | Wygrane                                               | Nominacje                                       |
| ------------- | ----------------------------------------------------- | ----------------------------------------------- |
| Oscar         | 1955 Najlepsze materiały do scenariusza Philip Yordan | 1955 Najlepsza aktorka drugoplanowa Katy Jurado |